# Um Só Coração
Um Só Coração a fost o miniserie de televiziune braziliană produs și expus de Rede Globo între 6 ianuarie și 8 aprilie 2004, în 54 de capitole. Scrisă de Maria Adelaide Amaral și Alcides Nogueira, în colaborare cu Lúcio Manfredi, Rodrigo Arantes do Amaral, istoria a adus un omagiu celor 450 de ani petrecuți în orașul São Paulo.

## Distribuție
| Ana Paula Arósio       | Yolanda Penteado                    |
| Edson Celulari         | Cicillo Matarazzo                   |
| Erik Marmo             | Martim Paes de Almeida              |
| Mauro Mendonça         | Bento Crispino Macedo               |
| Tarcísio Meira         | Antônio de Sousa Borba (Totonho)    |
| Maria Fernanda Cândido | Ana Schmidt                         |
| Glória Menezes         | Camila Matarazzo                    |
| Marcello Antony        | Rodolfo Sousa Borba                 |
| Raul Cortez            | Rogério                             |
| Herson Capri           | Fernão Queiroz Chaves               |
| Cássia Kis             | Guiomar Penteado                    |
| Yoná Magalhães         | Lígia do Amaral                     |
| Paulo Goulart          | Avelino                             |
| Luís Melo              | Cândido Portinari                   |
| Letícia Sabatella      | Maria Luísa Sousa Borba             |
| Cássio Gabus Mendes    | Cassiano Gabus Mendes               |
| José Rubens Chachá     | Oswald de Andrade                   |
| Pascoal da Conceição   | Mário de Andrade                    |
| Marcos Winter          | Luís Martins Gonçalves              |
| Eliane Giardini        | Tarsila do Amaral                   |
| Betty Gofman           | Anita Malfatti                      |
| Marília Gabriela       | Madame Claire                       |
| Daniel de Oliveira     | Bernardo Sousa Borba                |
| Helena Ranaldi         | Lídia Rosenberg                     |
| Antonio Calloni        | Assis Chateaubriand                 |
| Débora Falabella       | Raquel Rosenberg                    |
| Daniela Escobar        | Soledad                             |
| Cássio Scapin          | Santos Dumont                       |
| Tato Gabus Mendes      | Paulo Prado                         |
| Pedro Paulo Rangel     | Senador Freitas Valle               |
| Miriam Freeland        | Pagu (Patrícia Galvão)              |
| Chica Xavier           | Isolina                             |
| Maria Luísa Mendonça   | Maria Bonomi                        |
| Leandra Leal           | Ucha                                |
| Max Fercondini         | João Cândido Sousa Borba (Candinho) |
| Júlia Feldens          | Maria Laura Sousa Borba             |
| Selma Egrei            | Olívia Guedes Penteado              |
| Lú Grimaldi            | Frida Schmidt da Silva              |
| Flávia Guedes          | Gilda de Melo e Sousa               |
| Ana Lúcia Torre        | Sálua                               |
| Camila Morgado         | Cacilda Becker                      |
| Irving São Paulo       | Benedito Geraldo Ferraz Gonçalves   |
| Jonathan Nogueira      | Camargo                             |
| Marco Pigossi          | Dráusio                             |
| Ruy Rezende            | Blaise Cendrars                     |
| Stepan Nercessian      | Terêncio                            |
| Adriano Garib          | Dr. Osório César                    |
| Marly Bueno            | Lúcia                               |
| Maria Clara Mattos     | Rosa                                |
| Charles Myara          | Raul Bopp                           |
| Etty Fraser            | Dona Ita                            |
| Caio Junqueira         | Nonê                                |
| Júlia Almeida          | Adelaide Guerrini de Almeida        |